# مروژ
مروژ (به انگلیسی: Merooj) یا مجید یک شرکت در زمینه پوشاک ورزشی است که مقر آن در ایران قرار دارد. مروژ به معنای مورچه است و این شرکت توسط مجید ساعدی‌فر بنیان‌گذاری شد. مجید ساعدی‌فر زاده اندیمشک است و فیزیوتراپیست پیشین تیم ملی فوتبال ایران بوده است.
چینی بودن برخی کیت‌ها و کالاهای عرضه شده توسط شرکت و نقدهای رسانه‌ها به طراحی پوشاک شرکت در هنگام اسپانسری تیم‌های ملی ایران، از مهم‌ترین بازخوردها به این شرکت بوده‌اند. به صورت کلی، همکاری این شرکت با تیم‌های بزرگ، همواره باعث انتقاد هواداران به کیفیت و دیزاین کیت‌ها شده است.
نصب پرچم و نماد جمهوری اسلامی توسط این شرکت بر سینه کیت تیم‌های لیگ برتری پس از جنبش زن زندگی آزادی، از سوی حامیان حکومت تشویق و از سوی مردم معترض، نقد شده است.
این شرکت در دوره‌هایی اسپانسرینگ پوشاک تیم ملی والیبال مردان ایران و تیم ملی بسکتبال مردان ایران و تیم ملی فوتبال ایران و شمار بالایی از تیم‌های لیگ برتر فوتبال این کشور از جمله استقلال تهران، پرسپولیس تهران، تراکتور تبریز، سپاهان اصفهان، ذوب‌آهن اصفهان، نساجی مازندران، فولاد خوزستان، صنعت نفت آبادان و … و لیگ والیبال ایران را انجام داده است.

## پیشینه

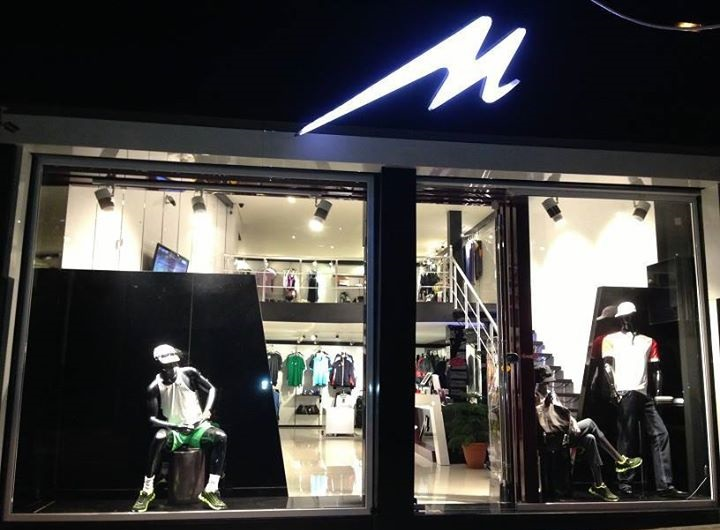
یک فروشگاه مروژ در سال ۲۰۱۵

مروژ به معنای «مورچه» در زبان لری است و این شرکت توسط مجید ساعدی‌فر بنیان‌گذاری شد. مجید ساعدی‌فر زاده اندیمشک است و فیزیوتراپیست پیشین تیم ملی ایران بوده است.
در دهه ۱۳۸۰، در حالی که اسپانسر استقلال تهران آل‌اشپورت بود، امیر قلعه‌نویی از پوشاک ورزشی مجید (مروژ) استفاده می‌کرد و حمایت قلعه‌نویی از این برند، در آن دوره خبرساز بود.
این شرکت در دوره‌هایی اسپانسرینگ پوشاک تیم ملی والیبال مردان ایران و تیم ملی فوتبال ایران و شمار بالایی از تیم‌های لیگ برتر فوتبال این کشور از جمله استقلال تهران، تراکتورسازی تبریز، ماشین‌سازی تبریز، ذوب‌آهن اصفهان، فولاد خوزستان، پارس جنوبی جم، صنعت نفت آبادان و … و لیگ والیبال ایران را انجام داده است.

## پخش محصولات چینی
مجید ساعدی‌فر، مدیر برند مروژ-مجید، در سال ۱۴۰۰ دربارهٔ انتقادها از طراحی لباس برندش گفت: «متریال لباس‌ها و برش و دوخت آنها دقیقاً بر اساس متدهای روز برترین برندهای دنیاست». دربارهٔ شایعه چینی بودن لباس‌ها نیز گفت که «لباس‌هایم چینی نیست، در اندیمشک دوخته شده».
تا سال ۱۴۰۰، با وجود اینکه چینی بودن لباس‌ها توسط مدیریت این برند رد شده است، اما در بخش تجهیزات ورزشی چون کیف و در بخش کفش، دقیقاً همان طرح‌های تولیدی‌های خرد چینی به عنوان تولید مروژ-مجید به فروش می‌رسند.

## بازخوردها
در سال ۱۴۰۰، در واکنش به خبر اسپانسری این شرکت برای تیم ملی فوتبال مردان ایران، دیدگاه‌های مردمی در ورزش سه شامل: «از آدیداس رسیدیم به مجید»، «هر چی باشه از آل‌اشپورت بهتره»، «مطمئنم از آل‌اشپورت بهتر تولید می‌کنن»، و «سه بار ازشون خرید کردم و هر بار از کیفیت عمده خریدهام کاملاً ناراضی بودم» می‌شد.
هواداران استقلال تهران نیز در واکنش به رونمایی این شرکت از کیت تیم‌شان دیدگاه‌هایی چون: «چهل ساله دورمونو خط قرمز کشیدیم… لعنت به این کشور جهنمی و تمام تولیدی‌های مجیدش»، «الکی نیست حاضرن با لینیگ قرارداد ببندن ولی سمت تولید داخل نرن» و «نایک، آدیداس، پوما، نیوبالانس، آ سیکس، جوما، آمبرو، آخه مجید هم شد تولیدی» را داشتند. به صورت کلی، همکاری این شرکت با تیم‌های بزرگ، همواره باعث انتقاد هواداران به کیفیت و دیزاین کیت‌ها شده است.
هواداران پرسپولیس پس از رونمایی از کیت‌های ۲۴–۲۰۲۳ این تیم، از دیزاین کیت‌ها رضایت داشتند اما ایرادها بیشتر شامل گونه پارچه کیت دروازه‌بان و وجود پرچم ایران روی پیراهن تیم بود که در هیچ‌یک از لیگ‌های معتبر جهان چنین کاری انجام نمی‌شده است. فونت نوشتار روی کیت‌ها نیز توسط برخی نقد شد. با توجه به عدم علاقه رسانه‌ها، بررسی دقیقی از کیفیت و جنس پارچه منتشر نگردید و بعداً تنها یک مقام غیررسمی اعلام کرد که پرچم ایران بعدها از کیت حذف می‌شوند.

## اسپانسرینگ

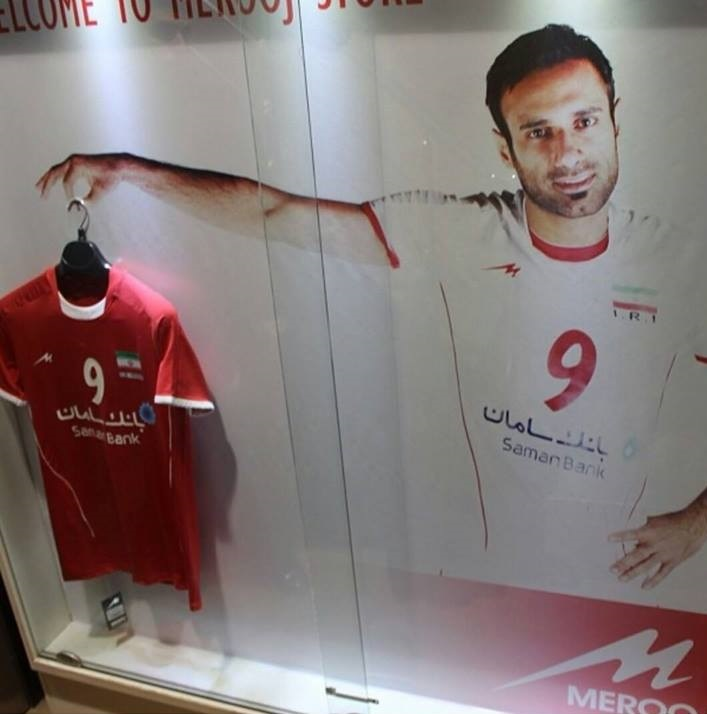
عادل غلامی مدل تبلیغاتی، پیراهن تیم ملی والیبال ایران

### فوتبال

#### ملی
- تیم ملی فوتبال ایران

#### باشگاهی
- استقلال تهران
- پرسپولیس تهران
- زنان پرسپولیس تهران
- گل‌گهر سیرجان
- ذوب آهن اصفهان
- ماشین‌سازی تبریز
- فولاد خوزستان
- نساجی مازندران